# The Break-Up (30 Rock)
"The Break-Up" é o oitavo episódio da primeira temporada da série de televisão norte-americana de comédia de situação, 30 Rock. Teve o seu enredo escrito pelos co-produtores executivos Brett Baer e Dave Finkel, e realizado por Scott Ellis.  A sua transmissão nos Estados Unidos ocorreu a 14 de Dezembro de 2006 através da National Broadcasting Company (NBC). Os artistas convidados para este episódio incluem Rachel Dratch, Keith Powell, Lonny Ross, Dean Winters, Katrina Bowden e Maulik Pancholy. O apresentador Chris Hansen, conhecido pelo quadro To Catch a Predator no programa Dateline, participou de "The Break-Up" a interpretar uma versão fictícia de si mesmo.
No episódio, Liz Lemon (interpretada por Tina Fey) finalmente termina o namoro com Dennis Duffy (Winters) e ronda o mundo dos solteiros, onde ela se revela particularmente inepta no acto de namoriscar rapazes, sob a tutela de Jenna Maroney (Jane Krakowski). Enquanto isso, Tracy Jordan (Tracy Morgan) e James "Toofer" Spurlock (Powell) confrontam-se, indo acabar em uma aula de treino de sensibilidade, e Jack Donaghy (Alec Baldwin) namora com um certo "membro afro-americano do alto escalão da Administração Bush."
Em geral, "The Break-Up" foi recebido com opiniões positivas pela crítica especialista em televisão, com a maioria dos elogios sendo direccionados ao retorno de Winters e ao enredo de Tracy e Toofer. De acordo com o sistema das Nielsen Ratings, o episódio foi assistido por 5,9 milhões de famílias durante a sua transmissão original, e recebeu uma classificação de 2,8/8 entre os telespectadores do perfil demográfico dos adultos entre os 18 aos 49 anos de idade. Pelo seu trabalho na realização do episódio, Ellis recebeu uma nomeação na 59.ª cerimónia anual dos prémios Primetime Emmy para Melhor Realizador em Série de Comédia.

## Produção

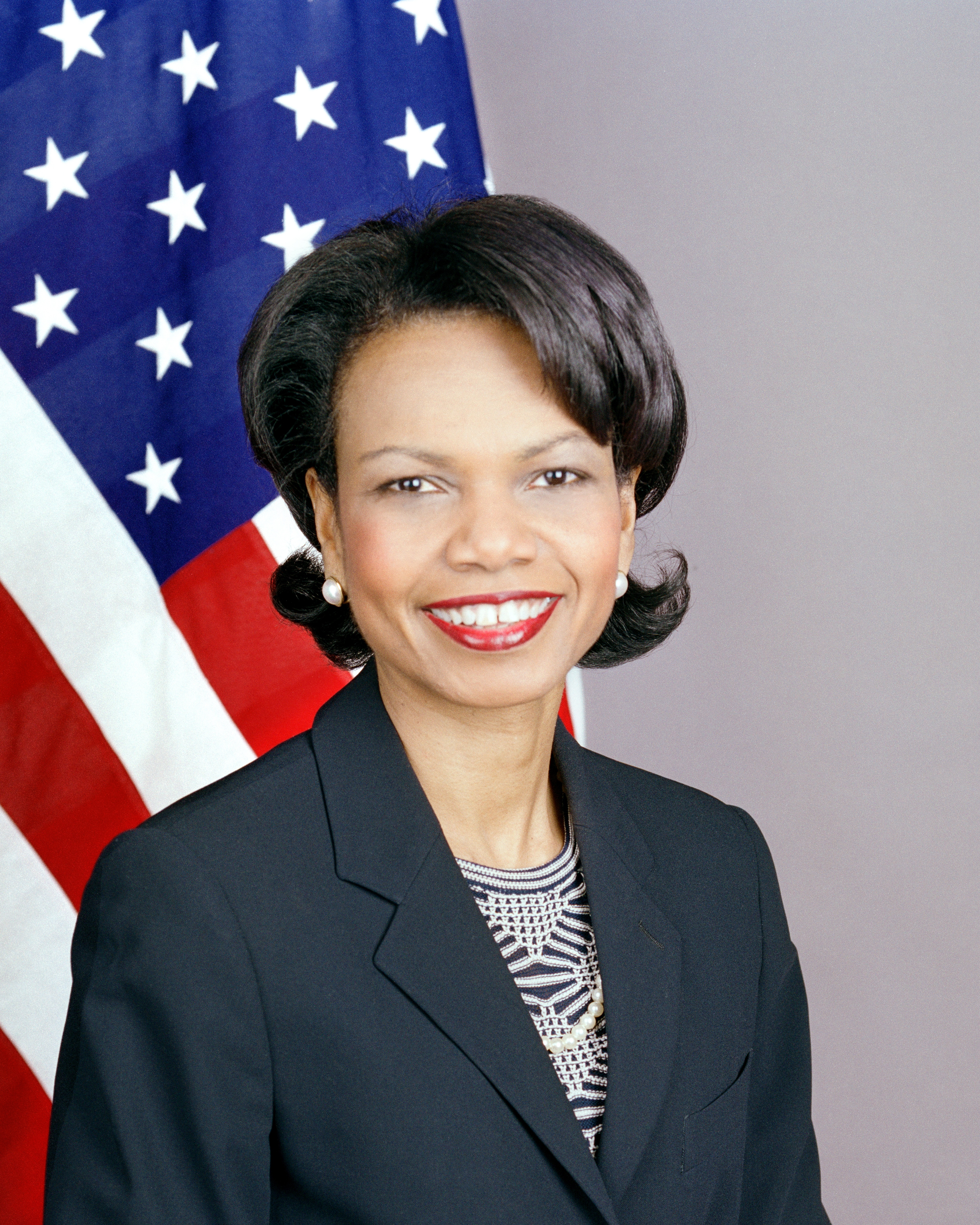
"The Break-Up" foi o primeiro de três episódios de 30 Rock a fazer inferência a um suposto relacionamento amoroso entre Condoleezza Rice (imagem) e Jack Donaghy.

"The Break-Up" é o oitavo episódio da primeira temporada de 30 Rock. O seu enredo foi escrito pela dupla Brett Baer e Dave Finkel, ambos produtores executivos da temporada, e realizado por Scott Ellis, marcando assim a estreia dos três na equipa do seriado. Não obstante, Finkel vinha participando de 30 Rock como um actor através de Makin' It Happen, uma comédia de situação de dez segundos produzida e transmitida online na página oficial da NBC. A colega argumentista Kay Cannon também participa de Makin' It Happen e faz par romântico com Finkel. "The Break-Up" marcou a terceira participação, e última da temporada, de Dean Winters, intérprete de Dennis Duffy, ex-namorado de Liz Lemon. Embora creditados durante a sequência de créditos, os actores Jack McBrayer, Scott Adsit e Maulik Pancholy — respectivos intérpretes de Kenneth Parcell, Pete Hornberger e Jonathan — não participaram do episódio.
Rachel Dratch, parceira de longa data e companheira de comédia de Fey no SNL, foi originalmente escolhida para interpretar a personagem Jenna Maroney. Dratch interpretou o papel no episódio piloto original do seriado, nunca transmitido na televisão. No entanto, em Agosto de 2006, foi anunciado que a actriz Jane Krakowski iria substituir Dratch neste papel, com esta última interpretando várias personagens diferentes ao longo da série. Segundo Fey, Dratch era "melhor adaptada para interpretar uma variedade de personagens secundárias excêntricas," e o papel de Jenna era para ser desempenhado em "linha recta." "Ambos Tina e eu obviamente adoramos Rachel, e nós queríamos encontrar uma maneira na qual pudéssemos explorar a sua força," afirmou o produtor Lorne Michaels em entrevista à revista Variety. Neste episódio, sua quinta participação, Dratch interpretou Pamela Smew, a terapista de grupo encarregue do treino de sensitividade entre Tracy e Toofer.
O actor e comediante Judah Friedlander, intérprete da personagem Frank Rossitano em 30 Rock, é conhecido pelos seus bonés de camioneiro de marca registada que usa dentro e fora da personagem Frank. Os chapéus normalmente apresentam palavras ou frases curtas estampadas neles. Friedlander afirmou que ele próprio é quem faz os acessórios. Revelou também que "alguns deles são brincadeiras íntimas, e alguns são simplesmente piadas." A ideia veio do persona de Friedlander nas suas apresentações de comédia stand-up, nas quais os objectos de adorno estão todos estampados com a escrita "campeão mundial" em línguas e aparências diferentes. Neste episódio, Frank usa bonés que leem "Over Easy," "ESP Tutor," e "Kung Fu Beech."
"The Break-Up" foi o primeiro episódio de 30 Rock a fazer inferência a um suposto relacionamento amoroso entre a política Condoleezza Rice e a personagem Jack Donaghy. Esta trama viria a ter continuidade mais tarde nesta temporada, em "The Source Awards". Rice viria finalmente a fazer uma participação em 30 Rock na quinta temporada, no episódio "Everything Sunny All the Time Always".

## Enredo
Liz Lemon (Tina Fey) chega em casa e encontra a sua parede cheia de buracos de faca, um dogue alemão a rondar o apartamento, e um completo estranho na sua cama, tudo cortesia de seu namorado, Dennis Duffy (Dean Winters). Ela rompe imediatamente com ele, mas Dennis reclama de direitos de posse, o que resulta em ela dar-lhe uma semana para sair. Liz Jenna Maroney (Jane Krakowski) saem para tentar namoriscar alguns homens, mas sem muito êxito. No dia seguinte, Dennis vai para o escritório da equipa do TGS para anunciar que encontrou um novo apartamento e lê uma carta sincera a Liz. A equipa, subitamente, vira-se contra Liz após Dennis sair, e Jenna sugere a ela para voltar a considerar ficar com ele. Jenna sugere fazer uma lista de prós e contras, o que Liz faz. Ela marca uma observação positiva após voltar para casa para descobrir que Dennis limpou o apartamento, colocou prateleiras e um suporte para o televisor, e deixou o jantar pronto. À noite, Dennis retorna com um presente de Natal antecipado para Liz. Ela convida-o a entrar, mas logo de seguida vê-o na televisão no quadro To Catch a Predator do programa Dateline. Como resultado disto, Liz rompe novamente com Dennis, e marca-lo como um engodo.
Enquanto isso, James "Toofer" Spurlock (Keith Powell) está chateado pelo facto de Tracy Jordan (Tracy Morgan) estar a fazer cross-dressing no TGS porque é humilhante para os afro-americanos. Após um pouco de oposição, Toofer convence Tracy a parar, ao dar a personagem mais feminina para o outro actor, Josh Girard (Lonny Ross). Uma vez que a personagem de Josh é bem recebida, Tracy fica chateado com Toofer. Liz convence Toofer a trabalhar com Tracy. À medida que trabalham juntos, Tracy fica chateado com a suposta falta de "negritude" de Toofer, e carinhosamente chama Toofer por um insulto racial. Na manhã seguinte, Jack Donaghy (Alec Baldwin), Liz, Toofer, e Tracy sentam-se para uma reunião sobre o vocabulário de Tracy na noite do dia anterior. Tracy e Jack salientam que a comunidade afro-americana adoptou a palavra para privá-la do seu significado real. Na tentativa de chegar a Tracy, Toofer diz a palavra novamente, mas em um tom de voz mais agressivo, o que faz com que todos simpatizem com Tracy. Tracy e Toofer vão para uma aula de treinamento da sensibilidade. Durante a aula, começam a discutir, e durante esta mesma, encontram uma ideia para um novo sketch para o TGS. Quando o programa começa a ficar com pouco tempo, Liz oferece a Tracy a opção de colocar o sketch no ar ou um outro do programa de culinária de Star Jones. Tracy escolhe a segunda opção. Toofer inicialmente fica chateado, mas concorda com a decisão do seu colega quando repara que o sketch é engraçado.
Em um sub-enredo, Jack secretamente namora com Condoleezza Rice, mas fica chateado quando vê Vladimir Putin a tocar as suas costas. Depois de ser colocado em espera por Condoleezza, Jack entra na casa-de-banho e encontra Dennis lá. Dennis, a encontrar em Jack uma alma gémea, partilha a sua compreensão de seu relacionamento, o que motiva Jack fazer-se de difícil. Como resultado, Jack rompe com Condoleezza.

## Repercussão
Nos Estados Unidos, "The Break-Up" foi transmitido originalmente na noite de 14 de Dezembro de 2006 através da NBC, como o oitavo episódio de 30 Rock. Naquela noite, de acordo com as estatísticas reveladas pelo serviço de mediação de audiências Nielsen Ratings, foi visto por uma média de 5,94 milhões de telespectadores e recebeu a classificação de 2,8 e oito de share no perfil demográfico de telespectadores entre os dezoito aos 49 anos de idade. O 2,8 refere-se a 2,8 por cento de todas as pessoas entre os dezoito aos 49 anos de idade nos EUA, e os oito refere-se a oito por cento de todas as pessoas de dezoito a 49 anos de idades assistindo televisão no momento da transmissão.
| Críticas profissionais | Críticas profissionais |
| Avaliações da crítica  | Avaliações da crítica  |
| Fonte                  | Avaliação              |
| ---------------------- | ---------------------- |
| AOL                    | (positiva)             |
| A.V. Club              | B                      |
| Boston Herald          | (positiva)             |
| Houston Chronicle      | (positiva)             |
| IGN                    | 6,5/10                 |
| TV Guide               | (positiva)             |

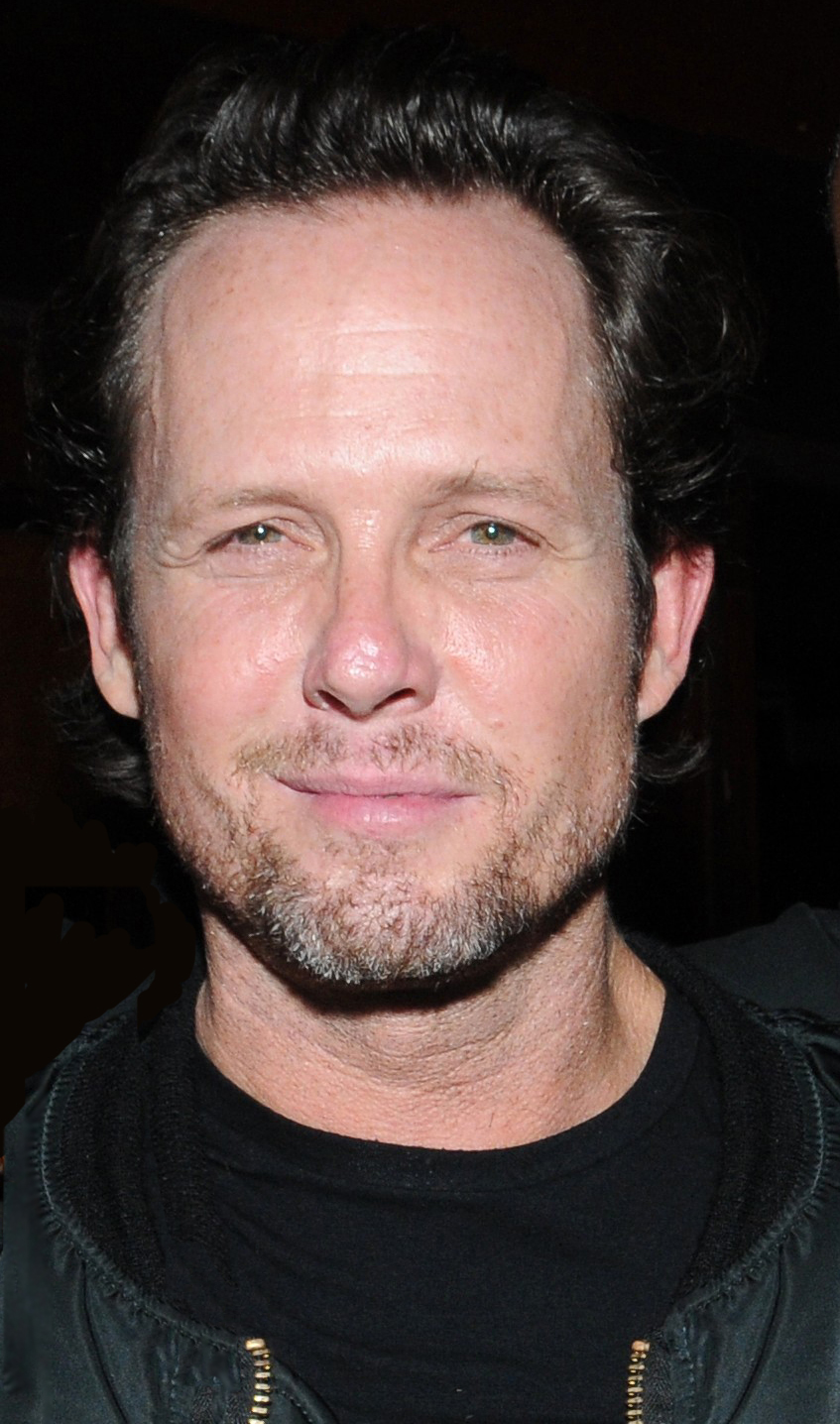
O retorno "hilariante" de Dean Winters foi bastante aplaudido pela crítica de televisão.

Segundo o analista de televisão Robert Canning, na sua análise para o portal britânico IGN, "bons set ups e uma boa execução" garantiram uma entrega de comédia "boa e bem elaborada," comentando que "houve muito com o que trabalhar." Acerca da trama de Liz e Dennis, embora tenha julgado como engraçada, Canning achou "bastante estereotipada." Não obstante, comentou que a relação de Jack com Condoleezza Rice foi "um grande conceito" e "ofereceu um bom número de risadas," porém "nunca se tornou tão inteligente quanto pretendia ser." Na sua análise para a revista de entretenimento TV Guide, Matt Webb Mitovich escreveu: "é mesmo sobre isto que eu estou a falar. Integração do elenco secundário, múltiplas histórias a acontecerem, intimações, Condoleezza Rice, que gosta de sexo por telefone... Mais uma semana vencedora para 30 Rock." Mitovich elogiou bastante o relacionamento de Jack e Rice, escrevendo que um outro seriado qualquer "[provavelmente] construíria [o] episódio todo em torno deles," mas 30 Rock "tornou a trama muito mais engraçada, deixando-a no pano fundo e, portanto, começando a ser mais ultrajante com ela." Para Julia Ward, jornalista da coluna televisiva TV Squad do portal AOL, apesar de Alec Baldwin "sempre bater a bola para fora do campo da actuação," "o melhor material" de "The Break-Up" foi a trama de Tracy e Toofer. "O seriado tem uma tendência a telegrafar os seus trocadilhos, mas foi bom ver as diferenças dos dois homens resolvida por encontrar a piada em um segmento de Star Jones/vómito excessivo." Ward foi delicada para com a performance de Jane Krakowski, observando que o seu "horário cómico" em "The Break-Up" foi "impecável como de costume, mas seria bom ver a sua personagem ficar um pouco mais tridimensional." Amy Amatangelo, para o jornal Boston Herald, aplaudiu o "retorno hilariante" de Dean Winters, assim como Mike McDaniel, que declarou Que Winters tem um "papel hilariante e ladrão de cenas." Henry Goldblatt, para a revista electrónica Entertainment Weekly, considerou "Hard Ball" e "The Break-Up" como "alguns dos episódios mais fortes" da primeira temporada de 30 Rock.
Na 59.ª cerimónia anual dos prémios Primetime Emmy Creative Arts, decorrida na noite de 8 de Setembro de 2007, o realizador Scott Ellis recebeu uma nomeação na categoria  Melhor Realizador em Série de Comédia pelo seu trabalho em "The Break-Up". Porém, foi Richard Shepard que saíu vencedor pelo seu trabalho no episódio piloto do seriado Ugly Betty.